# Азнабаев, Эдуард Касымович
Эдуард Касымович Азнабаев (6 февраля 1936, село Мерке, Жамбылская область — 21 декабря 1995, Алма-Ата) — советский и казахстанский геолог, доктор геолого-минералогических наук (1992), член-корреспондент АН Казахстана (1995).

## Биография
Родился 6 февраля 1936 года в селе Мерке Жамбылской области. В 1960 году окончил геолого-географический факультет  КазГУ. Работал старшим лаборантом (1960—1962), инженером (1962—1964), старшим инженером (1964—1966), младшим и старшим научным сотрудником (1966-1984). В 1986—1993 годах был заведующим лабораторией Института геологических наук им. К. И. Сатпаева НАН РК. В 1993—1994 годах — директор Центра комплексного и рационального использования топливно-энергетического сырья Западного отделения НАН РК в Атырау. В 1994—1995 годах — заместитель директора Казахского НИИ минерального сырья.
Основные труды Азнабаев посвящены изучению геологии нефтегазоносных структур Казахстана. 

## Сочинения
- Геология и нефтегазоносность юго-востока Прикаспийской впадины, А., 1971 (с соавт.).
- Условия формирования месторождений нефти и газа Прикаспийской впадины, А., 1978.